# Chloé Zhaová
Chloé Zhaová (nepřechýleně Zhao, rozená Žao Ting, * 31. března 1982 Peking) je čínská filmařka žijící v USA, známá především svou prací na nezávislých filmech. Je držitelkou Oscara za režii filmu Země nomádů.

## Stručný přehled tvorby
Její debutový celovečerní film Songs My Brothers Taught Me (2015) měl premiéru na filmovém festivalu Sundance a zaznamenal velký ohlas kritiky a vysloužil si nominaci na Independent Spirit Award za nejlepší debut. Její druhý celovečerní film Jezdec (2017) byl rovněž oceněn kritikou a získal nominace na Independent Spirit Award za nejlepší film a nejlepší režii.
Zhaová získala mezinárodní uznání za drama Země nomádů (2020), které získalo řadu ocenění, včetně Zlatého lva na filmovém festivalu v Benátkách, cenu diváků na Mezinárodním filmovém festivalu v Torontu a Oscara jak za nejlepší film, tak za nejlepší režii. Stala se tak druhou ženou v historii, která získala cenu za režii po Kathryn Bigelow v roce 2010. Získala také ceny za režii na Directors Guild of America Awards, Golden Globe Awards a British Academy Film Awards a stala se tak druhou ženou, která získala ocenění v obou těchto soutěžích. Film se v Číně nedostal do kin, spekulovalo se, že to bylo kvůli jejím dřívějším vyjádřením o rodné zemi. Zprávy o jejím vítězství za nejlepší režii na Oscarech byly také cenzurovány.
Jako spoluautorka scénáře a režisérka se podílela na superhrdinském filmu ze série studia Marvel Eternals.

## Život a vzdělávání
Zhao Ting (赵婷; Žao Ting) se narodila 31. března 1982 v Pekingu. Její otec Yuji Žao byl vedoucím pracovníkem společnosti Shougang Group, jedné z největších státních ocelářských společností v zemi. Poté, co nashromáždil značný majetek, začal se věnovat prodeji a nákupu nemovitostí a investicím do akcií. Uniklé informace z Panama Papers přispěly k odhalení, že Žao byl spojen s řadou offshorových společností. Její matka byla zdravotní sestrou a členkou umělecké skupiny Lidové osvobozenecké armády.
V rozhovoru pro Vogue se popsala jako „vzpurná teenagerka, která byla ve škole velmi líná“ a často kreslila manga komiksy a psala fanfiction. V průběhu dospívání milovala filmy, zvláště Happy Together od Wong Kar-waie. Od raného věku byla Zhaová přitahována vlivy západní popkultury.
Ačkoli se v té době stále teprve učila anglicky, její rodiče ji ve věku 15 let poslali na Brighton College, soukromou internátní školu ve Spojeném království. Po dosažení plnoletosti se přestěhovala do Los Angeles, kde v roce 2000 začala navštěvovat střední školu. Poté navštěvovala Mount Holyoke College v Massachusetts, kde se specializovala na politiku a vystudovala filmová studia (absolvovala v roce 2005). Práce za barem a další námezdné práce po ukončení studia jí pomohly uvědomit si, že se ráda setkává s lidmi a poslouchá o jejich životech a historii, což ji motivovalo začít navštěvovat filmovou školu.
Zhaová žije v kalifornském pohoří Topatopa v Ojai, jejím partnerem je kameraman Joshua James Richards. Richards se s ní setkal, když hledala kameramana pro svůj první celovečerní film Songs My Brothers Taught Me, zatímco on byl ještě studentem filmu na Newyorské univerzitě. Stal se jejím kameramanem pro další dva filmy i snímek Eternals.

## Kariéra

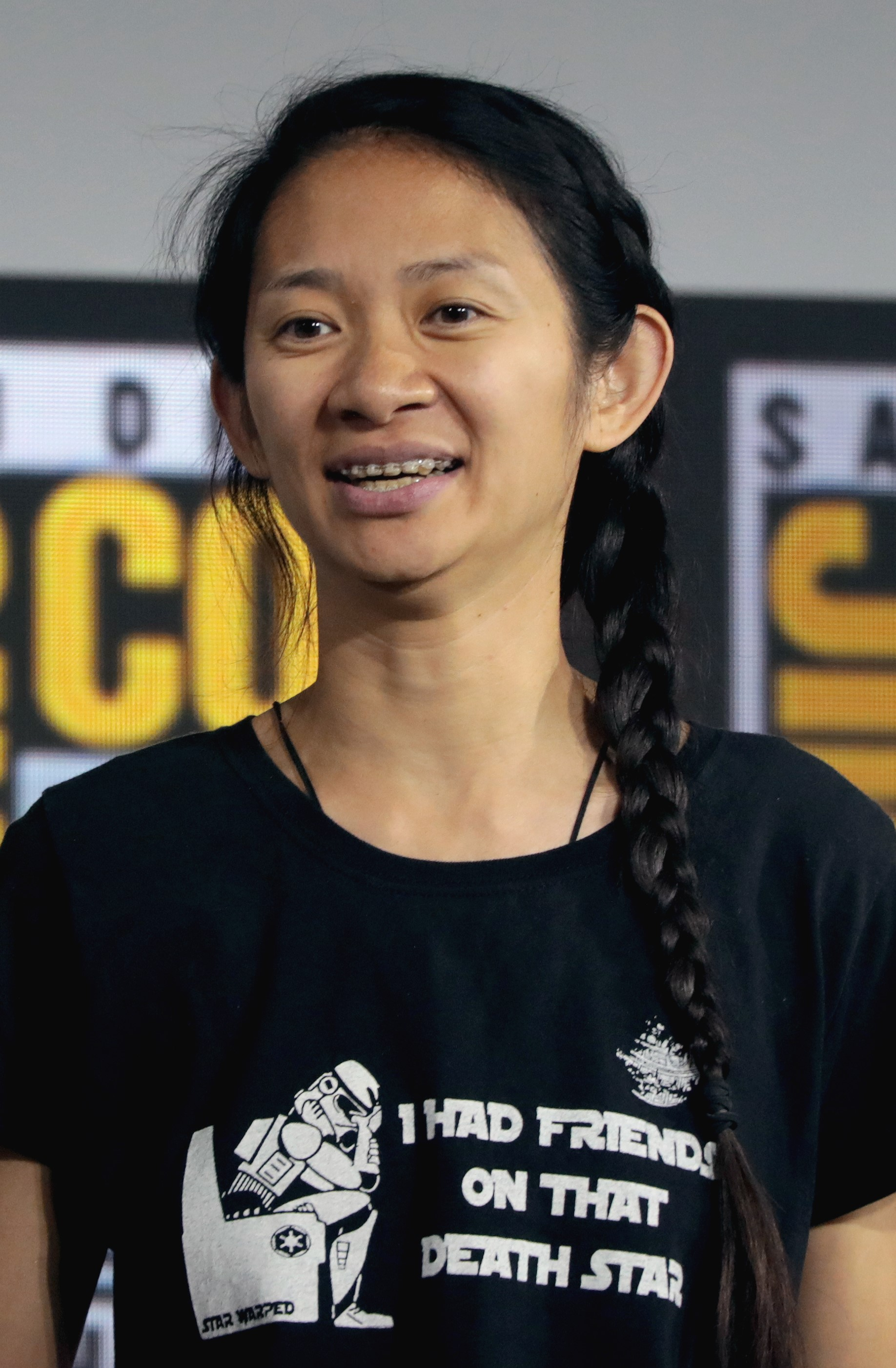
Chloe Zhaová v roce 2019

Prvním dílem Chloé Zhaové je krátký film Post z roku 2008, druhým je krátkometrážní film The Atlas Mountains z roku 2009. Třetí krátký film s názvem Dcery pojednává o čtrnáctileté dívce Maple, žijící na čínském venkově, která je donucena k dohodnutému sňatku a vydává se na nebezpečnou cestu ve snaze osvobodit se. V roce 2015 režírovala svůj první celovečerní film Songs My Brothers Taught Me. Film, natočený v indiánské rezervaci Pine Ridge v Jižní Dakotě, zachycuje vztah mezi bratrem, Lakotským Siouxem a jeho mladší sestrou. Film se zaměřuje na skutečné životy a boje okolní komunity a ukazuje realitu lidí a problémy, se kterými se potýkají.
V roce 2017 režírovala snímek The Rider, současné westernové drama, které sleduje cestu mladého kovboje k sebepoznání poté, co téměř smrtelná nehoda ukončí jeho profesionální kariéru. Výkonným producentem filmu byl její otec Yuji Žao. Film měl premiéru na filmovém festivalu v Cannes v rámci výběru Directors Fortnight. To jí vyneslo nominace za nejlepší hraný film a nejlepší režii na 33. ročníku Independent Spirit Awards. Na stejném ceremoniálu se Zhaová stala vítězkou ceny Bonnie, pojmenované po Bonnie Tiburzi, která oceňuje ženské režisérky v průběhu kariéry. Peter Keough z The Boston Globe napsal: „[Film] dosahuje toho, čeho je kinematografie schopna v celé své kráse: reprodukuje svět s takovou ostrostí, věrností a empatií, že přesahuje všednost a dotýká se univerzálnosti.“

### Země nomádů
V roce 2018 režírovala svůj třetí celovečerní film Země nomádů s Frances McDormand v hlavní roli. Adaptace knihy Nomadland: Přežít Ameriku v 21. století od Jessicy Bruder byla natočena během čtyř měsíců cestování po americkém západě v obytném voze s mnoha skutečnými kočovnými dělníky. Premiéru měl na filmovém festivalu v Benátkách, kde získal pozitivní reakce kritiky a následně Zlatého lva. Záhy uspěl také na Mezinárodním filmovém festivalu v Torontu, kde v roce 2020 získal cenu diváků. Film byl uveden v premiéře v kinech společností Fox Searchlight Pictures 19. února 2021. Zhaová za snímek získala cenu Zlatý glóbus za nejlepší režii, čímž se stala první oceněnou ženou asijského původu a teprve druhou ženou, která získala Zlatý glóbus za režii od Barbry Streisandové v roce 1984. V dubnu 2021 vyhrála Oscara za nejlepší režii a stala se tak druhou ženou, které se to podařilo (První byla Kathryn Bigelow za film Smrt čeká všude).

### Eternals
V září 2018 ji Marvel Studios oslovilo, aby režírovala film Eternals na motivy osudů stejnojmenných komiksových postav. Film sleduje události z filmu Avengers: Endgame z roku 2019 a představuje nový tým superhrdinů, kteří se musí znovu sejít, aby mohli bojovat s dávným nepřítelem lidské rasy, podlou Devianty. Zhaová byla při tvorbě filmu silně ovlivněna filmem Prometheus (2012) Ridleyho Scotta a Zápisník jedné lásky (2004) Nicka Cassavetese. Zároveň se stala režisérkou a jedním ze čtyř scenáristů filmu (dalšími byli Patrick Burleigh, Ryan Firpo a Kaz Firpo).

### Připravované projekty
V dubnu 2018 bylo oznámeno, že společnost Amazon Studios dala zelenou vývoji životopisného filmu o Bassi Reevesovi, prvním černošském náměstku amerického maršála. Zhaová měla film režírovat a podílet se také na scénáři. V únoru 2021 časopisVariety potvrdil, že se rozhodovala nad nabídkou režírovat snímek o Draculovi. Na projektu se měla podílet jako scenáristka, producentka a režisérka se zcela novým pojetím postavy v duchu futuristického sci-fi westernu.

## Vlivy
Zhaová často cituje Wong Kar-waiovu romanci Šťastni spolu jako „film, který mě přiměl točit filmy“. Z dalších tvůrců ji ovlivnil také Spike Lee, který byl jejím profesorem filmu, když studovala na Tisch School of the Arts na New York University. Jako svou výraznou inspiraci uvedla také Anga Leeho: „Kariéra Anga Leeho pro mě byla velmi inspirativní – jak je schopen promítnout svůj původ do všech filmů, které dělá“. Jako klíčové vlivy zmínila Wernera Herzoga a Terrence Malicka.

## Cenzura v Číně
Poté, co se Zhaová stala druhou ženou, která vyhrála Zlatý glóbus za nejlepší režii (za Zemi nomádů), mnoho čínských diváků, stejně jako státní média v Číně, oslavovalo její vítězství a chtělo je připsat Číně. Krátce poté však někteří čínští internetoví uživatelé začali zpochybňovat její občanství a diskutovali o tom, „zda je vhodné tvrdit, že vítězství Zhaové je vítězství Číny“, přičemž Variety toto tvrzení označilo za „běžný krok státem podporovaných hlásných trub k vybuzení nacionalismu“. Velká část kontroverze se soustředila na dva okruhy poznámek: rozhovor pro časopis Filmmaker z roku 2013, ve kterém Zhaovou popsal Čínu jako „místo, kde lži jsou všude“, a rozhovor z konce roku 2020, ve kterém byl chybně citován její výrok „USA jsou teď moje domovská země“ (ve skutečnosti řekla „USA nejsou moje domovská země“ a chyba byla opravena asi o dva měsíce později). Zmínky o Zhaové v čínských médiích byly po jejím vítězství na Oscarech cenzurovány.

## Filmografie
- 2009: The Atlas Mountains (krátký film)
- 2010: Daughters (krátký film)
- 2015: Songs My Brothers Taught Me
- 2017: Jezdec
- 2020: Země nomádů
- 2021: Eternals